# Пикти
Пикти (лат. Picti) је назив којим се описују припадници племенског савеза, односно домороци на крајњем сјеверу Британије у 1. миленијуму. Живјели су у источном и сјеверном дијелу данашње Шкотске. Била су ратоборна северна племена Пикти и Скоти, који су нападали староседеоце Брите. Већина историчара сматра како су били келтског поријекла, односно да је њихов, данас изумрли и готово потпуно непознат пиктски језик, припадао бритонској породици келтских језика. Однос са Бритима, односно домороцима јужнијих подручја Британије је такође предмет спекулација.
Пикте су први описали римски писци као народ који живи с друге стране њихових сјеверних граница. Дио историчара сматра да су били повезани са Каледонцима. У сваком случају се у раном средњем вијеку њихово подручје звано Pictavia или Pictland с временом спојило с гелским краљевством Далријада и тако створило Краљевину Албу, претечу прве шкотске државе. Пошто је исто подручје апсорбовало бритска краљевства Стратклајд и бернички Лотијан, до 11. вијека је засебни пиктски идентитет у потпуности утопљен у нову шкотску нацију.